# GiveWell
GiveWell (traducido al español, "Donar bien") es una organización sin ánimo de lucro que evalúa a las ONG siguiendo los principios del altruismo eficaz.
GiveWell se centra principalmente en el coste-efectividad de las organizaciones que evalúa y a diferencia de otros evaluadores no tiene en cuenta métricas tradicionales como el porcentaje del presupuesto de la organización que se gasta en gastos generales.
Su objetivo es "buscar las organizaciones benéficas que más vidas salvan o mejoran por cada dólar". Por eso, la mayor parte de las organizaciones que recomiendan trabajan en países en vías de desarrollo.
La transparencia y profundidad de sus investigaciones hacen de GiveWell una referencia para el altruismo eficaz.
Hasta octubre de 2020, GiveWell estima que ha conseguido dirigir donaciones hacia las organizaciones más efectivas que han salvado 77.000 vidas y organizaciones como la Fundación Ayuda Efectiva se basan en su trabajo para diseñar sus fondos de donaciones.
Los campos en los que GiveWell recomienda a las mejores organizaciones son la lucha contra la malaria, la deficiencia de vitamina A y los incentivos a la vacunación.

## Historia

### Inicios (2006 - 2007)
En 2006 Holden Karnofsky y Elie Hassenfeld, que trabajaban en el sector financiero para un fondo de cobertura, formaron un grupo informal con varios compañeros para evaluar las organizaciones benéficas en función de datos y medidas de rendimiento similares a las que utilizaban en el fondo, y se sorprendieron al comprobar que a menudo los datos no existían. 
Al año siguiente, Karnofsky y Hassenfeld dejaron sus trabajos en el sector financiero y lanzaron GiveWell. 
La financiación de la organización sin ánimo de lucro fue proporcionada por un fondo llamado Clear Fund en el que los antiguos miembros del club informal habían puesto alrededor de 300.000 dólares.
Karnofsky y Hassenfeld defendían que las organizaciones benéficas deberían en general gastar más dinero en gastos generales, de modo que pudieran pagar el personal y el mantenimiento de los registros para controlar la eficacia de sus esfuerzos; esto iba en contra de las prácticas habituales de evaluación de las organizaciones benéficas basadas en la relación entre los gastos generales y los fondos desplegados para la propia labor benéfica.

### Fundación Hewlett (2008)
En 2008, GiveWell recibió fondos de la "Iniciativa de Mercado sin Fines de Lucro" de la Fundación William y Flora Hewlett. La Fundación Hewlett continuó siendo uno de los principales financiadores de GiveWell hasta marzo de 2014, cuando anunció que ponía fin a la Iniciativa de Mercado sin Fines de Lucro basándose en un estudio encargado en 2010 que encontró que sólo el 3% de los donantes seleccionaban las organizaciones de beneficencia basándose en métricas de rendimiento (en lugar de, por ejemplo, lealtad, conexiones personales o fe), y un estudio posterior de 2012 que mostró que los esfuerzos para proporcionar mejores datos no estaban cambiando ese patrón.

### Open Philanthropy Project (2011 - 2017)

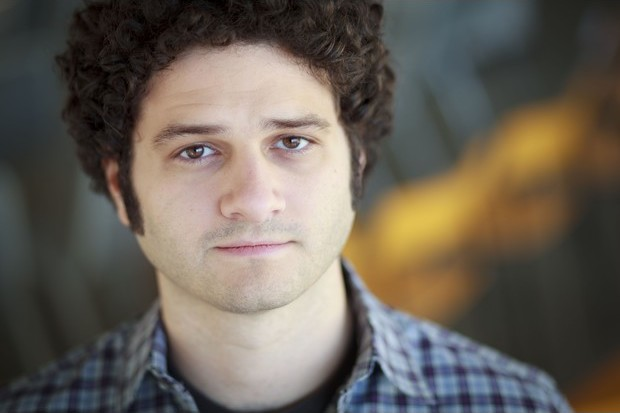
Dustin Moskovitz, cofundador de Facebook y de Open Philanthropy Project.

En 2011, Good Ventures, fundada con 8.300 millones de dólares por el matrimonio Dustin Moskovitz y Cari Tuna, se asoció con GiveWell para crear GiveWell Labs, una nueva área dentro de la organización abierta a investigaciones para cualquier oportunidad efectiva de donar, independientemente de la forma o el sector, como la lucha contra el cambio climático, la detección de asteroides o la mejora del bienestar animal en la ganadería.
En 2013, GiveWell trasladó sus oficinas a San Francisco, en donde la gente de Silicon Valley se había convertido en fuertes partidarios de la filosofía del altruismo efectivo.
En 2014, GiveWell Labs se rebautizó como Open Philanthropy (en español, Proyecto de Filantropía Abierta), y en junio de 2017, ésta se convirtió en una entidad independiente de GiveWell.

## Criterios
GiveWell se basa en el altruismo eficaz para salvar o mejorar la mayor cantidad de vidas posibles. Los criterios para encontrar las mejores organizaciones son entonces muy parecidos a los de este movimiento.

### Evidencia de impacto
GiveWell cree que la responsabilidad de demostrar el éxito debe recaer en la ONG. Por esta razón, cuando las organizaciones benéficas no revelan claramente la información o proporcionan pruebas de que sus programas están teniendo el impacto positivo deseado, GiveWell no considera que la organización benéfica sea eficaz. Las ONG que no proporcionan los datos que indican un impacto positivo rara vez reciben un análisis completo de GiveWell.

### Coste-efectividad
Aunque GiveWell no se centra explícitamente en la recomendación de las organizaciones benéficas internacionales, la mayoría de sus recomendaciones clave han sido organizaciones que trabajan en países en vías de desarrollo, especialmente en África. GiveWell argumenta que las mejores organizaciones benéficas que trabajan en los países en vías de desarrollo son mucho más efectivas en cuanto a costes que las mejores organizaciones benéficas del mundo desarrollado.

### Espacio para más financiación
Una de las principales formas en que GiveWell se distingue de otros evaluadores de organizaciones benéficas es centrándose en la escalabilidad, que denomina "espacio para más financiación". Un mayor espacio para más financiación siginifca que la organización aún puede recibir mucho dinero e invertirlo sin que su coste-efectividad disminuya.

### Transparencia
La misma organización GiveWell se caracteriza por una gran transparencia, compartiendo muchos detalles de sus investigaciones, incluyendo notas de conversaciones, notas y fotos de visitas a sitios, documentos originales y detalles de análisis. 
Así, la disposición de una ONG a compartir información con GiveWell y el público para poder evaluar su trabajo es una parte importante del proceso.

## Recomendaciones
GiveWell recomienda varias organizaciones en campos muy específicos, que son los identificados como los más efectivos.

### Malaria

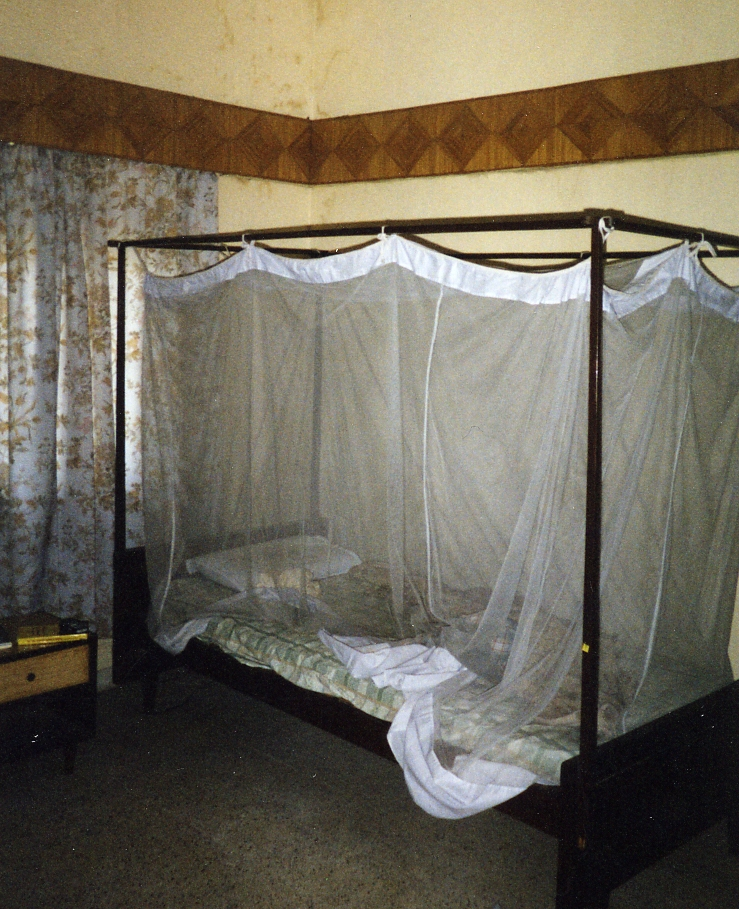
Repartir mosquiteras es una de las medidas más efectivas para combatir la malaria.

La malaria causa la muerte de más de 400.000 personas al año. Más de la mitad son niños menores de 5 años.
Las organizaciones recomendadas para la lucha contra la malaria son:
- Malaria Consortium, tratamiento preventivo de quimioprevención estacional.
- Against Malaria Foundation, distribución de mosquiteras tratadas con insecticida de larga duración.

### Deficiencia de vitamina A
La deficiencia de vitamina A hace que los niños sean vulnerables a las infecciones y puede provocar la muerte. Se atribuyen más de 200.000 muertes de niños a la deficiencia de vitamina A cada año.
La organización recomendada para combatir la deficiencia de vitamina A es:
- Helen Keller International, programa de suplemento de vitamina A.

### Infecciones de gusanos parásitos
Cientos de millones de personas en todo el mundo están infectadas con gusanos parásitos. Programa que proveen a los niños de medicamentos que eliminan las infecciones parasitarias y pueden llevar a un gran aumento de los ingresos de por vida. 
Las organizaciones recomendadas para desparasitación son:
- Evidence Action, iniciativa de desparasitación masiva Deworm the World.
- SightSavers, programa de desparasitación masiva.
- The END Fund, programas de desparasitación masiva.
- SCI Foundation, programas de desparasitación masiva.

### Transferencias de dinero en efectivo contra la pobreza extrema
La mayoría de la gente en el mundo vive con menos de 3.700 dólares al año. Múltiples estudios han demostrado que donar dinero en efectivo a familias extremadamente pobres, principalmente en África, para que lo gasten como quieran es extremadamente eficaz para mejorar sus condiciones de vida.
Las organización recomendada es:
- GiveDirectly